# Cetengraulis
Cetengraulis is een geslacht van ansjovissen uit de orde van haringachtigen (Clupeiformes).

## Soorten
- Cetengraulis edentulus (Cuvier, 1829)
- Cetengraulis mysticetus (Günther, 1867)